# Chapelle des Scrovegni

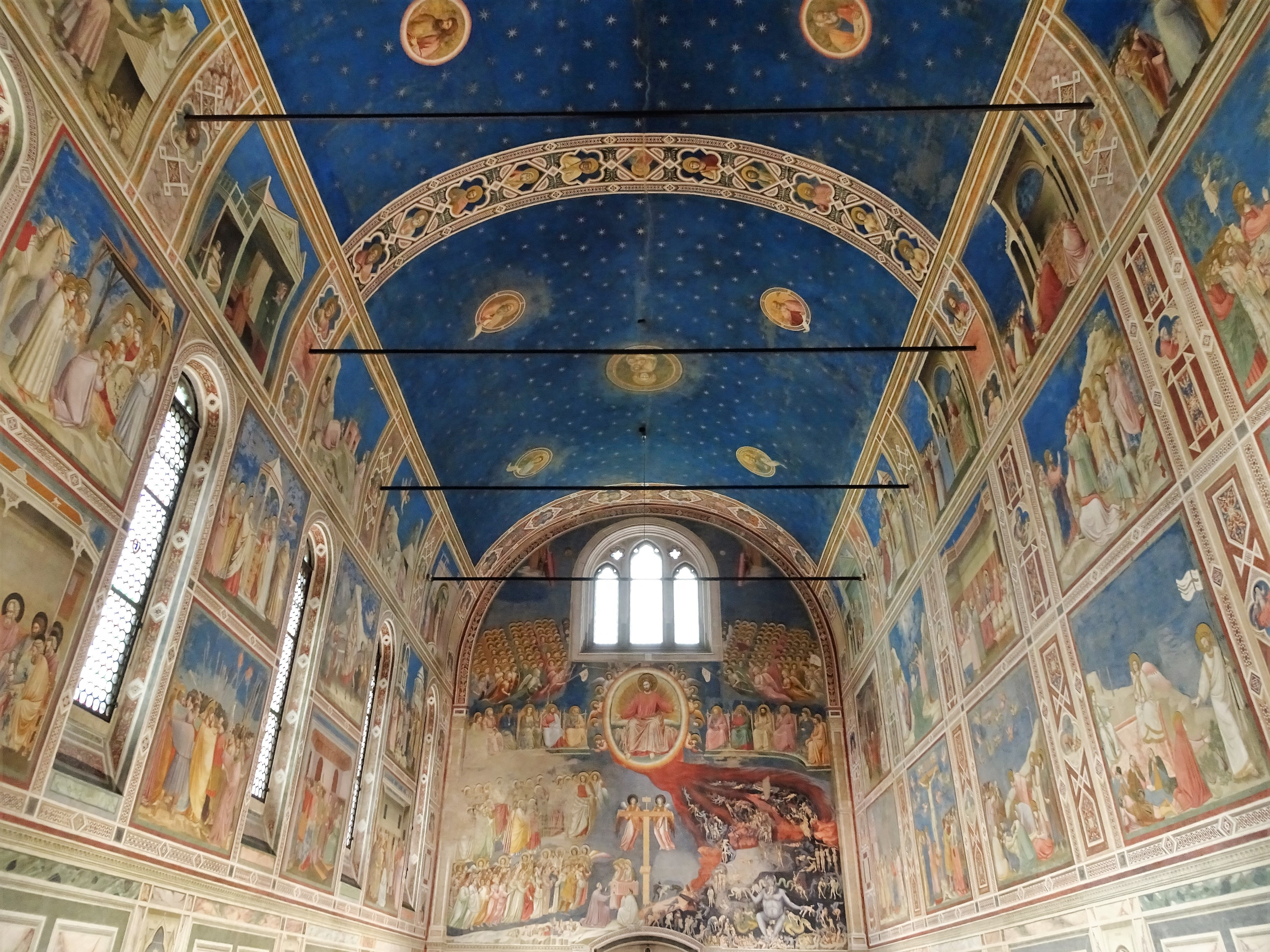
Fresque des parois.

La chapelle des Scrovegni est un édifice religieux déconsacré, faisant partie d'un palais construit au XIVe siècle à l'emplacement de l'ancienne arène romaine de Padoue en Italie. De style gothique, la chapelle abrite le cycle de fresques de Giotto. Ce chef-d’œuvre de la peinture aux couleurs intenses a été commandé à l'artiste en 1303 par un riche mécène, Enrico Scrovegni, banquier et homme d'affaires padouan, fils d'un célèbre usurier de Padoue, que Dante avait précipité en Enfer, au chant 17 de la première partie de la Divine Comédie.
La chapelle fait partie des Musei Civici di Padova, complexe des musées de la ville de Padoue.

## Histoire
Les documents existants ne permettent pas d'établir la date exacte de la pose de la première pierre de la chapelle. Un acte de vente, daté du 6 février 1300, atteste qu'Enrico Scrovegni acheta à Manfredo Dalesmanini (it), homme politique de la ville, un domaine construit sur l'ancienne arène de Padoue. Pour décorer la chapelle qu'il faisait construire attenante à son nouveau palais,  il fit appel aux plus grands artistes de l'époque : Giovanni Pisano reçut commande de trois statues de marbre et Giotto celle de la décoration picturale des murs.
La décoration de la chapelle des Scrovegni par Giotto est une des réalisations les plus magistrales de l’histoire de l’art occidental. Ce cycle de peintures murales, réalisées au début du XIVe siècle, chef-d'œuvre de la peinture du Trecento italien et européen, présente une unité cohérente, une gamme de couleurs vives et des figures dotées d'expressivité. Il est considéré comme le cycle de fresques le plus complet réalisé par le maître toscan dans sa période de maturité.
Giotto — qui a déjà peint les fresques de l'église supérieure de la basilique Saint-François d'Assise, dans la dernière décennie du siècle qui vient de s'achever — revient de Rome, où il est allé travailler à la demande du cardinal Giacomo Stefaneschi, neveu du pape Boniface VIII. De 1303 à 1306, il est à Padoue, où il peint les cinquante-trois fresques de la chapelle Scrovegni, ou chapelle Santa Maria dell'Arena, qui sont considérées comme son chef-d'œuvre et l'un des tournants de l'histoire de la peinture européenne. Il avait probablement autour de quarante ans quand il a commencé la décoration de la chapelle, où il peint des fresques relatant la vie du Christ.
Dante — exilé de Florence en 1302 — se trouvait probablement à Padoue en même temps  que Giotto y effectuait ce travail et attribue à son influence le choix d'une partie des compositions dont Giotto décora la chapelle de Santa Maria dell’Arena. Dans l'Enfer de Dante se retrouvaient certains des contemporains que le poète jugeait indignes du salut mais qu'il ne nommait pas expressément, se contentant de les désigner symboliquement par leurs armoiries. Il avait ainsi précipité en Enfer, au chant dix-septième de la première partie de la Divine Comédie, Rinaldo Scrovegni, usurier célèbre de Padoue, en évoquant les armoiries de la famille figurées par « une grosse truie d'azur ».
Son fils Enrico — un riche marchand créé patricien de Venise — fit ériger en 1300-1305[réf. nécessaire] à Padoue une chapelle consacrée à la Vierge Marie sous le nom de Santa Maria della Carità, et en confia la décoration à Giotto.
La ville de Padoue a acquis la chapelle en 1881 pour éviter la perte des fresques, qui étaient, à cette époque, gravement endommagées. Pour assurer la protection des fresques de Giotto, les autorités italiennes ont pris des précautions draconiennes.
Une restauration importante des fresques a été entreprise en 2001 pour effectuer des interventions jugées urgentes sur des zones présentant de graves risques de détérioration et pour atténuer le manque d'homogénéité chromatique résultant des précédentes restaurations effectuées à la fin du XIXe siècle et dans les années 1960.

## Architecture interne
La chapelle Scrovegni est une chapelle à nef unique entièrement tapissée de peintures dont les couleurs sont en remarquable état de conservation. Les dimensions modestes de l’espace permettent aux spectateurs d’avoir un contact assez intime avec les peintures. Giotto a rempli un programme complexe couvrant le Nouveau Testament et deux sources apocryphes. Les scènes se déroulent sur les deux parois latérales, presque symétriques (Giotto a dû procéder à un léger décalage pour s'ajuster avec les fenêtres) de la chapelle et sont découpées en tableaux par des cadres en trompe-l’œil. Cette composition suit une logique chronologique, de la vie d’Anne et de Joachim, les parents de la Vierge Marie à celle du Christ, dans le sens horizontal et de haut en bas, dans une séquence narrative.
C'est une simple nef à voûte cintrée, terminée par un grand arc ouvrant sur l'abside. La paroi de droite est percée de six fenêtres, et une triple baie ogivale s'ouvre sur le mur de façade ; toute une large surface s'offre librement aux inventions de la fresque.
Les scènes sur les murs sont ainsi arrangées en quatre rangées et sont entourées par une structure qui semble former la partie de l'architecture de la chapelle. Les scènes sont séparées verticalement par de larges bandes de marbres chiquetés qui sont richement décorées. Giotto, se conformant aux antiques usages, divisa les murs de la nef en larges quadrilatères étagés sur trois rangs, où il peignit les histoires de la Vierge et du Christ. Il enveloppa ses compositions de bordures à feuillages variés, d'où se détachent symétriquement des médaillons avec des bustes de personnages évangéliques.
L'église étant plus petite qu'à Assise, Giotto a dû diviser la surface en panneaux plus petits. Les personnages de la fresque sont peints presque en grandeur nature ce qui donne une grande unité à la fresque et une grande proximité avec les personnages. Comparés aux fresques d'Assise, la couleur et les volumes sont devenus plus doux. Les gestes des figures maintiennent un équilibre entre la « gravitas » de l'Antiquité et le côté gracieux de l'art gothique. Giotto a divisé les murs en tableaux rectangulaires, séparant ces derniers par des faux cadres. On retrouve dans cette structure tout un langage de formes et de matières. Faux marbres polychromes, entrelacs gothiques, dallages, têtes de prophètes dans des fenêtres polylobées, l’illusion visuelle est complète. Pas un seul centimètre carré n’est laissé en réserve.
Au-dessous, sur un soubassement feint, coupé de pilastres, Giotto a dessiné une bande en imitation de marbre dans laquelle s’insèrent quatorze figures allégoriques — sept de chaque côté — de Vertus et de Vices, peintes en camaïeu. Au sommet de l'arc triomphal — qui ouvre sur le chœur — trône le Sauveur adoré par les anges ; sur la paroi d'entrée se déploie le Jugement dernier. La voûte à fond d'azur semé d'étoiles d'or est divisée en deux champs, d'où ressortent dix médaillons circulaires représentant, d'un côté la demi-figure du Christ bénissant, de l'autre celle de la Vierge tenant son fils, parmi des bustes de prophètes. La série des scènes évangéliques commence à droite de l'arc triomphal, se continue sur la paroi qui fait face, recommence et se continue de même par deux fois, pour se terminer à gauche du chœur.
L'influence de Dante serait décelable dans la vaste composition du Jugement dernier et mieux encore dans les figures allégoriques en camaïeu, qui simulent à la base des fresques évangéliques deux rangées de bas-reliefs. Ces quatorze figures de Vertus et de Vices qui se font face, les Vertus à droite et les Vices à gauche, comptent parmi les créations les plus parfaites du génie de Giotto. On pourrait leur chercher quelques modèles, soit parmi les miniatures antiques (illustrations de la Psychomachie du poète  Prudence), soit parmi les sculptures du Moyen Âge (statues et bas-reliefs de Nicolas et de Giovanni Pisano), mais il y a un abîme entre l'œuvre du maître et celles de ses devanciers. La simplicité, la dignité de ces figures aux draperies flottantes révèlent en leur auteur non seulement un esprit subtil, habitué aux spéculations morales et philosophiques, mais un œil de peintre et de sculpteur, instruit par la contemplation des chefs-d'œuvre de l'art antique.
Giotto met au point une formule d'Annonciation d'encadrement peinte sur l'arc d'entrée d'une chapelle et où la forme architecturale réelle, l'arc brisé, est utilisée pour la disposition significative des personnages. La formule est reprise, en termes modernes, par Masaccio dans la basilique Saint-Clément de Rome avant de l'être par le Lombard Vincenzo Foppa selon une variation encore différente, sur l'arc d'entrée plein cintre de la chapelle Portinari dans l'église San Eustorgio de Milan.

### Les inscriptions latines
Aujourd'hui presque entièrement détruites, elles éclairaient le symbolisme de ces figures, dont voici l'énumération :
1. L'Espérance et, sur la paroi opposée, 2e Le Désespoir ;
2. La Charité et 4e L'Envie ;
3. La Foi et 6e L'Infidélité ;
4. La Justice  et  8e L'Injustice ;
5. La Tempérance et  10e La Colère ;
6. La Force et 12e L'Inconstance ;
7. La Prudence  et  14e La Folie.

### Les fresques
Elles se répartissent en plusieurs groupes : 
- Scènes de la Vie de Joachim ;
- Scènes de la Vie de la Vierge ;
- Scènes de la Vie de Christ ;
- Les Sept Vertus ;
- Les Sept Vices.

Nombreux sont les historiens qui s’accordent à trouver en Giotto l’inventeur de la peinture italienne. Sa peinture se distingue de ce qu’on appelle la « maniera graeca », c’est-à-dire le style byzantin, dans lequel les figures flottent dans un univers céleste où baigne une lumière dorée irréelle. Les personnages de Giotto s'inscrivent dans la réalité.
On peut s'en convaincre en observant les personnages de second plan, comme la fileuse de L'Annonciation à sainte Anne, ou le buveur de vin dans les Noces de Cana.
Le peintre a cherché à camper ses scènes dans un environnement terrestre qui puisse, tant que possible, être crédible, même si la représentation des architectures semble trop petite par rapport aux personnages. Dans ces scènes, l'architecture joue un rôle de décor théâtral, comme la maison d’Anne, dans l'Annonciation citée plus haut, dont la paroi a été retirée pour en rendre l’intérieur visible.
Une des scènes les plus expressives est sans doute le Baiser de Judas, dans laquelle Giotto s’est passé de décor architectural. Une foule de personnages, qui semblent se prolonger dans le ciel par des lances, s’agite autour du Christ et de Judas. Les deux hommes, de profil, s’affrontent dans un face à face. Le Christ, grave mais serein, a le corps enveloppé par la tunique de son interlocuteur. Les personnages font groupe et non plus masse : les visages des soldats sont annulés au profit des casques, anonymes mais représentatifs. La dynamique vient de la « gestuelle » des personnages : le centre géométrique de l'ensemble est situé sur le capuchon de Judas, mais le baiser proprement dit est déplacé sur la diagonale. Il en résulte un décalage : c'est celui du mouvement criminel de Judas, synthétisé dans les plis de son vêtement, centre plastique de l'ensemble. Le Baiser de Judas apparait comme l'enveloppement physique de la trahison, auquel répondent, seuls, l'échange immatériel des regards et l'or symbolique de l'auréole. Giotto ne fait pas que narrer une histoire, il transmet des émotions.
Les séries des Vices et des Vertus sont peintes sur le soubassement des murs et constituent le complément moral du cycle narratif. Elles montrent le génie de Giotto dans sa capacité à utiliser les différentes traditions figuratives. L'écho entre les figures (Vertu/Vice) 
« renvoie à la tradition des imagines agentes, des images actives, c'est-à-dire frappantes et inhabituelles, dont les arts mnémoniques font grand usage à l'époque. Giotto utilise cette tradition qui lui donne des « recettes » pour mettre au point des images capables d'impressionner suffisamment les esprits pour que le spectateur chrétien garde le souvenir des Vertus et des Vices qui font gagner le Paradis et éviter l'Enfer. Le style « héroïque » inventé par Giotto plonge ses racines dans les pratiques médiévales ».
Giotto acheva de peindre les fresques de la chapelle Scrovegni dans les premiers mois de l'année 1306.

## Galerie

Quelques fresques de la chapelle des Scrovegni
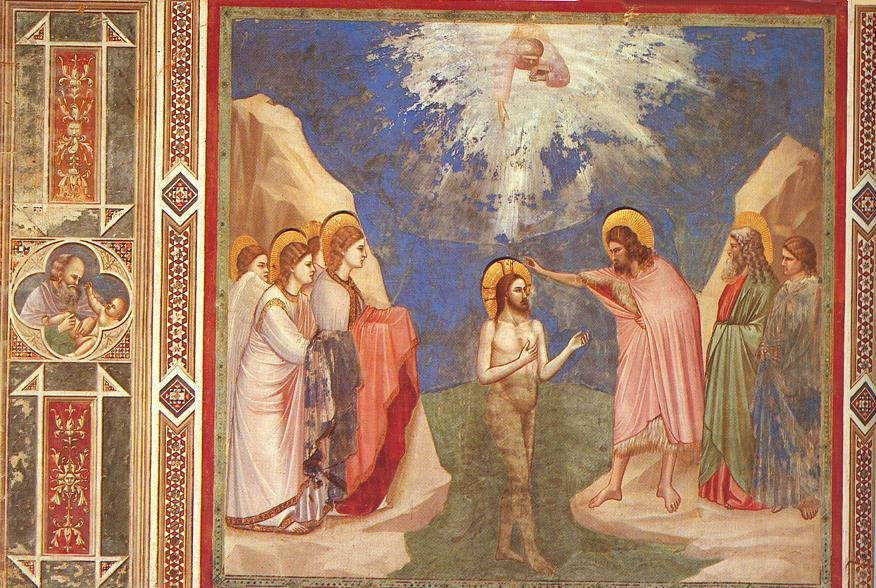
Le Baptême du Christ.
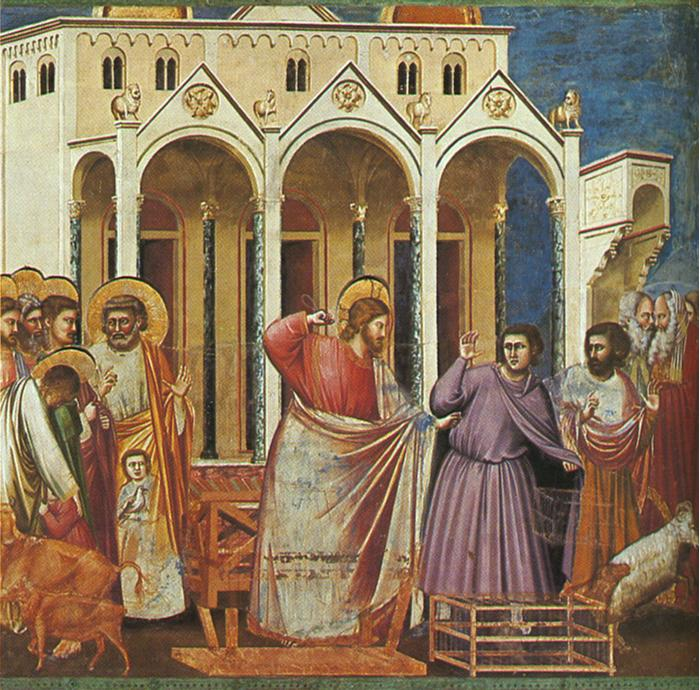
L'Expulsion des marchands du Temple.
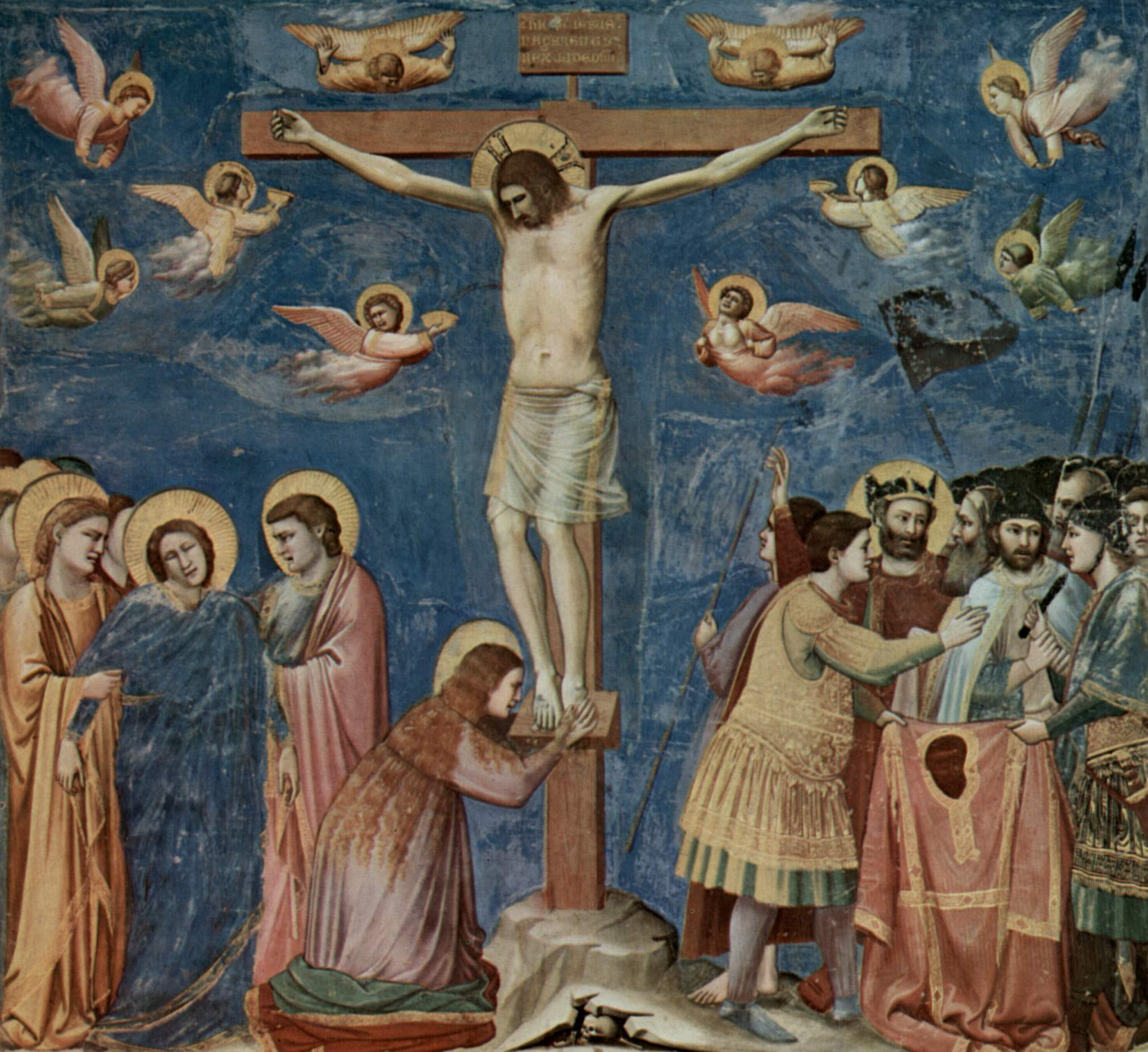
La Crucifixion.
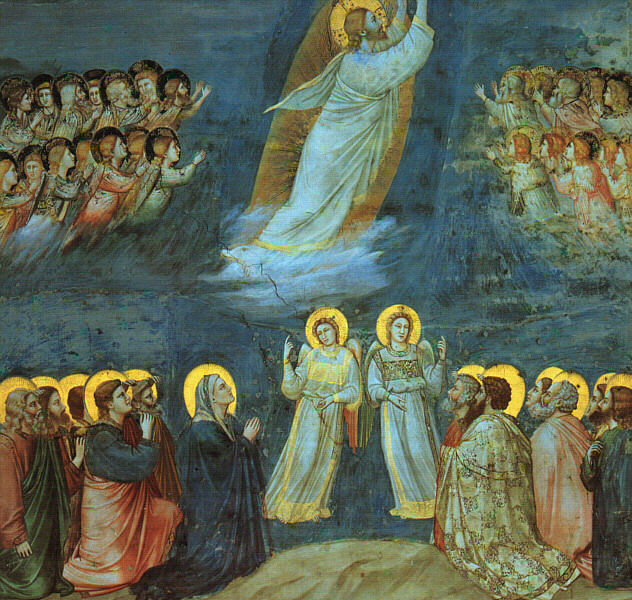
L'Ascension.
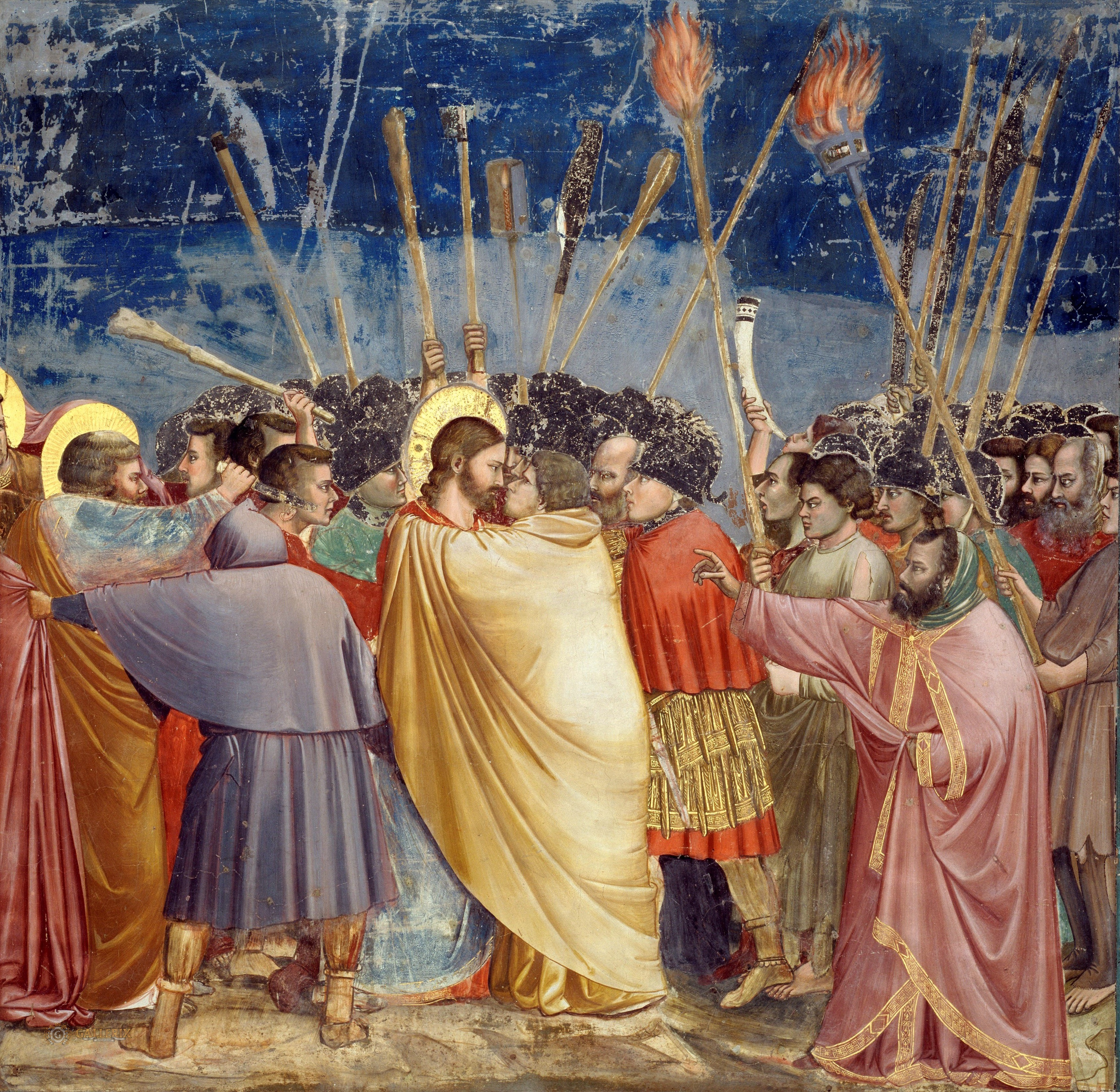
Le Baiser de Judas.
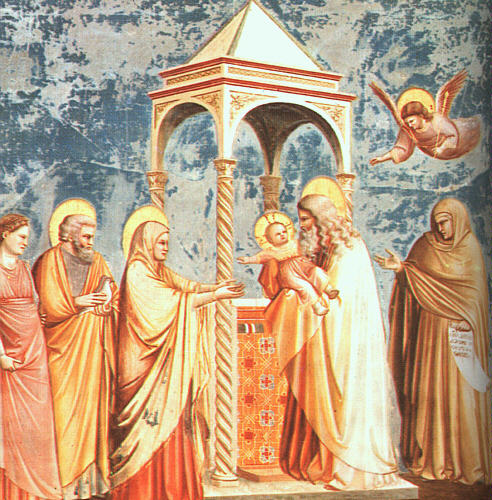
La Présentation au Temple.

### Citations
« j'entrai dans la chapelle des Giotto où la voûte entière et le fond des fresques sont si bleus qu'il semble que la radieuse journée ait passé le seuil, elle aussi, avec le visiteur et soit venue un instant mettre à l'ombre et au frais son ciel pur »

— Marcel Proust dans Albertine disparue

« Il fallait être un grand sculpteur pour dessiner ces fresques, mais il fallait être un grand peintre pour qu'elles ne fussent pas des sculptures - »

— André Malraux dans les Voix du Silence